# Scaphoideus guizhouensis
Scaphoideus guizhouensis är en insektsart som beskrevs av Li och Wang 2002. Scaphoideus guizhouensis ingår i släktet Scaphoideus och familjen dvärgstritar. Inga underarter finns listade i Catalogue of Life.